# Omar Lamparter

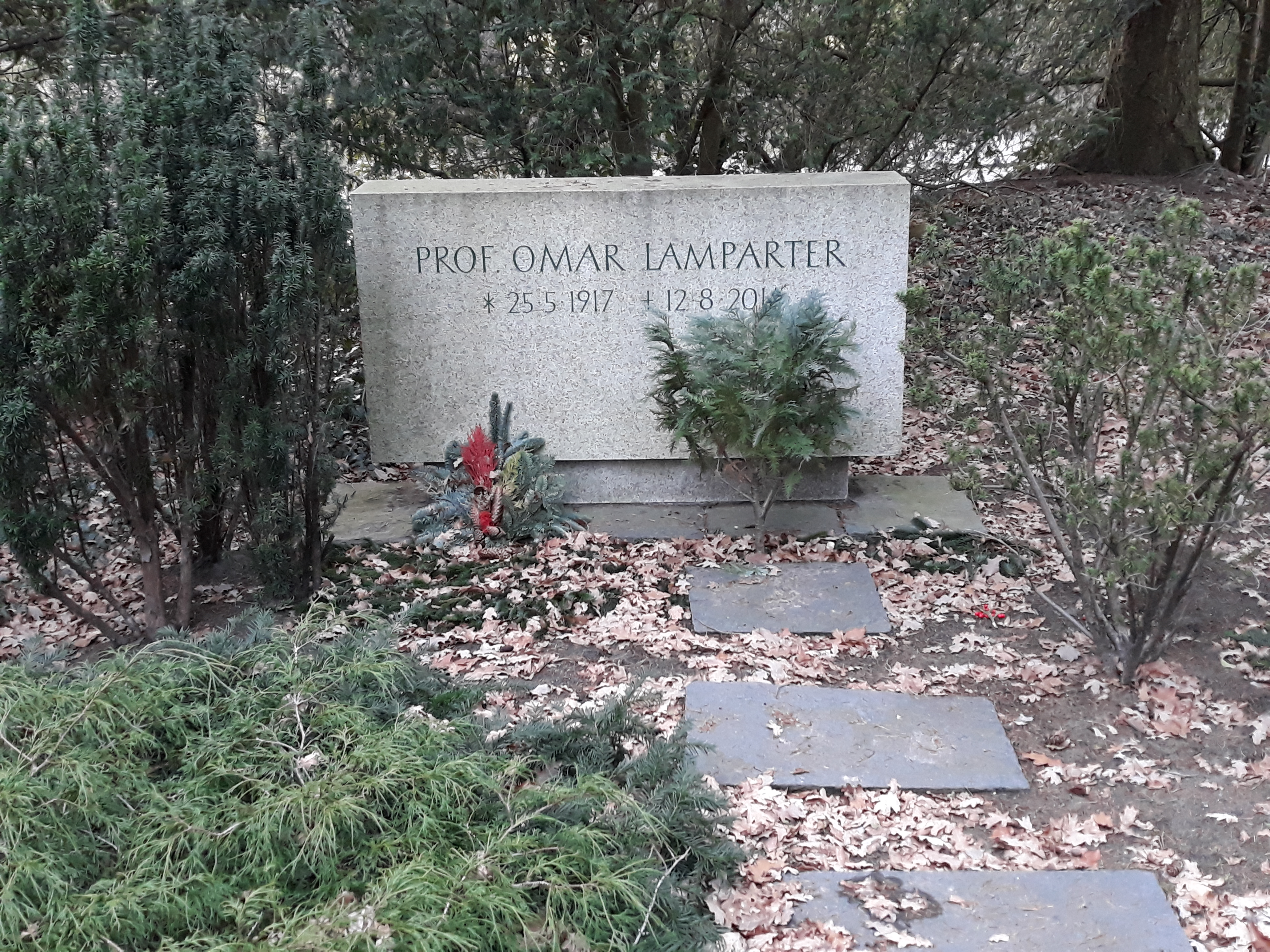
Das Grab von Omar Lamparter auf dem Friedhof In den Kisseln in Berlin.

Omar Lamparter (* 25. Mai 1917 in Stuttgart; † 12. August 2014) war ein deutscher Jazz- und Unterhaltungsmusiker (Altsaxophon, Klarinette, Dirigent).

## Leben und Wirken
Omar Lamparter erhielt seine musikalische Ausbildung bei Rudolf Groß (Dirigieren, Theorie, Komposition, Klavier und Violine). Er studierte dann mit Abschluss im Hauptfach Klarinette an der Staatlichen Akademie Musikhochschule Berlin und war als Klarinettist und Saxophonist in Opern- und Sinfonieorchestern tätig. 1942 spielte er in der Big Band von Kurt Widmann und bei Heinz Burzynski, 1943 bei Hans Rehmstedt und ab 1945 im RBT-Orchester. In dieser Zeit nahm er Platten unter eigenem Namen auf, meist mit Musikern des RBT-Orchesters. Nach der Auflösung des Orchesters 1950 spielte er im Tanz- und Unterhaltungsorchester des Berliner Rundfunks sowie mit eigenen Gruppen. Im selben Jahr spielte er auch als Solist mit Horst Kudritzkis FFB-Orchester Artie Shaws Concerto for Clarinet ein; 1954 folgte mit der Nordwestdeutschen Philharmonie unter Wilhelm Schüchter die Rhapsody in Blue. Er arbeitete dann vor allem als Studiomusiker für Film und Fernsehen sowie als Leiter von Musical- und Operettenaufführungen. Daneben komponierte und arrangierte er Unterhaltungsmusik, aber auch die ungarische Skizze Budapest für großes Orchester (Uraufführung 1960). Seit 1970 lehrte er an der Musikhochschule Berlin, später Hochschule der Künste als Dozent für Saxophon und „musikalische Interpretation Musical“; 1979 wurde er dort zum Professor ernannt.
Neben Schallplatten unter eigenem Namen ist er auch auf Tonträgern von Walter Dobschinski, Lutz Templin, Benny de Weille, Heinz Kretschmar, Theo Reuter, Kurt Widmann, Hans Rehmstedt sowie der Amiga Star Band zu hören.

## Diskographische Hinweise
- Omar Lamparter und seine Solisten (Europa)

## Lexikalische Einträge
- Jürgen Wölfer: Jazz in Deutschland. Das Lexikon. Alle Musiker und Plattenfirmen von 1920 bis heute. Hannibal, Höfen 2008, ISBN 978-3-85445-274-4.